# 纳家（甲）遗址
纳家（甲）遗址，位于中国青海省互助县城关乡纳家村，为青海省市县级文物保护单位，公布日期为1983年10月12日，类型为古遗址。
纳家（甲）遗址的历史年代为青铜时代、唐汪式。